# 板西城
板西城（ばんざいじょう）は、徳島県板野郡板野町古城にあった日本の城。板野町指定史跡。

## 歴史
藤原師光の6男である近藤六親家が平安時代末期に築城。後に赤沢氏の居城となり、勝瑞城の西の守りを固める重要な城であった。しかし、天正10年（1582年）の中富川の戦いで長宗我部元親の侵攻を受け、勝瑞城とともに落城し、城主・赤沢信濃守宗伝も討死した。
1955年（昭和30年）に板野町史跡に指定。